# Catrijp
Catrijp est un village de la commune néerlandaise de Bergen, dans la province de la Hollande-Septentrionale. Le 1er janvier 2004, le village comptait 310 habitants.